# Szkieletor
Unity Tower, llamado inicialmente Edificio NOT y posteriormente Szkieletor (/ʂkʲɛˈlɛtɔr/), es un edificio ubicado en Cracovia, Polonia. Se encuentra cerca a la Universidad de Economía de Cracovia y es el rascacielos más alto de la ciudad. Su construcción, durante muchos años detenida, fue completada el 30 de abril de 2020.

## Historia
Originalmente, se buscaba que el edificio se convirtiera en las oficinas regionales de la Federación Polaca de Asociaciones de Ingeniería NOT (FPAI-NOT) y que sería llamada Edificio NOT. La construcción del edificio comenzaría en 1975, pero se detendría indefinidamente en 1979 debido a complicaciones económicas y problemas políticos causados por la ley marcial en Polonia en 1981.
Durante más de treinta años, el rascacielos estuvo inacabado. Debido a las similitudes del edificio sin terminar y un esqueleto, la torre sería apodada con el nombre de Szkieletor, el archienemigo de He-Man and the Masters of the Universe, el cual era una serie de televisión popular al momento de la construcción.
Los inversores volverían a mostrar interés en la rehabilitación del edificio, pero se desanimarían por la complicada situación del terreno en la que se había construido, pero tampoco se veían en la situación de demoler la construcción debido a su alto coste.[cita requerida] En 2007, se presentó un nuevo plan para el edificio, en esta se buscaba aumentar la altura de la construcción de 92 a 130 metros. Se invitaría al arquitecto alemán, Hans Kollhoff, para participar en la reconstrucción del edificio, se suponía que el edificio sería finalizado para la Eurocopa 2012, sin embargo, el proyecto sería rechazado por el consejo provincial, ya que se ubicaba dentro de un paisaje urbano histórico.
La empresa de ingeniería austríaca, Strabag sería encargado de la reconstrucción. Varios pisos serían removidos y reemplazados, pero se mantendría y reutilizaría el marco de acero del edificio. La arquitectura exterior del edificio se inspiraría en la arquitectura Art déco de la década de 1920 y 1930. Se utilizaría piedra gris y la arquitectura se inspiraría parcialmente en el Maccabees Building.
En 2018, un año antes de la finalización de la reconstrucción, el sitio web ArchDaily nombraría a Szkieletor como uno de «los edificios sin terminar más notorios de la historia» junto al Palacio de los Sóviets, la Catedral de Siena, la Torre de David, y el Hotel Ryugyong.

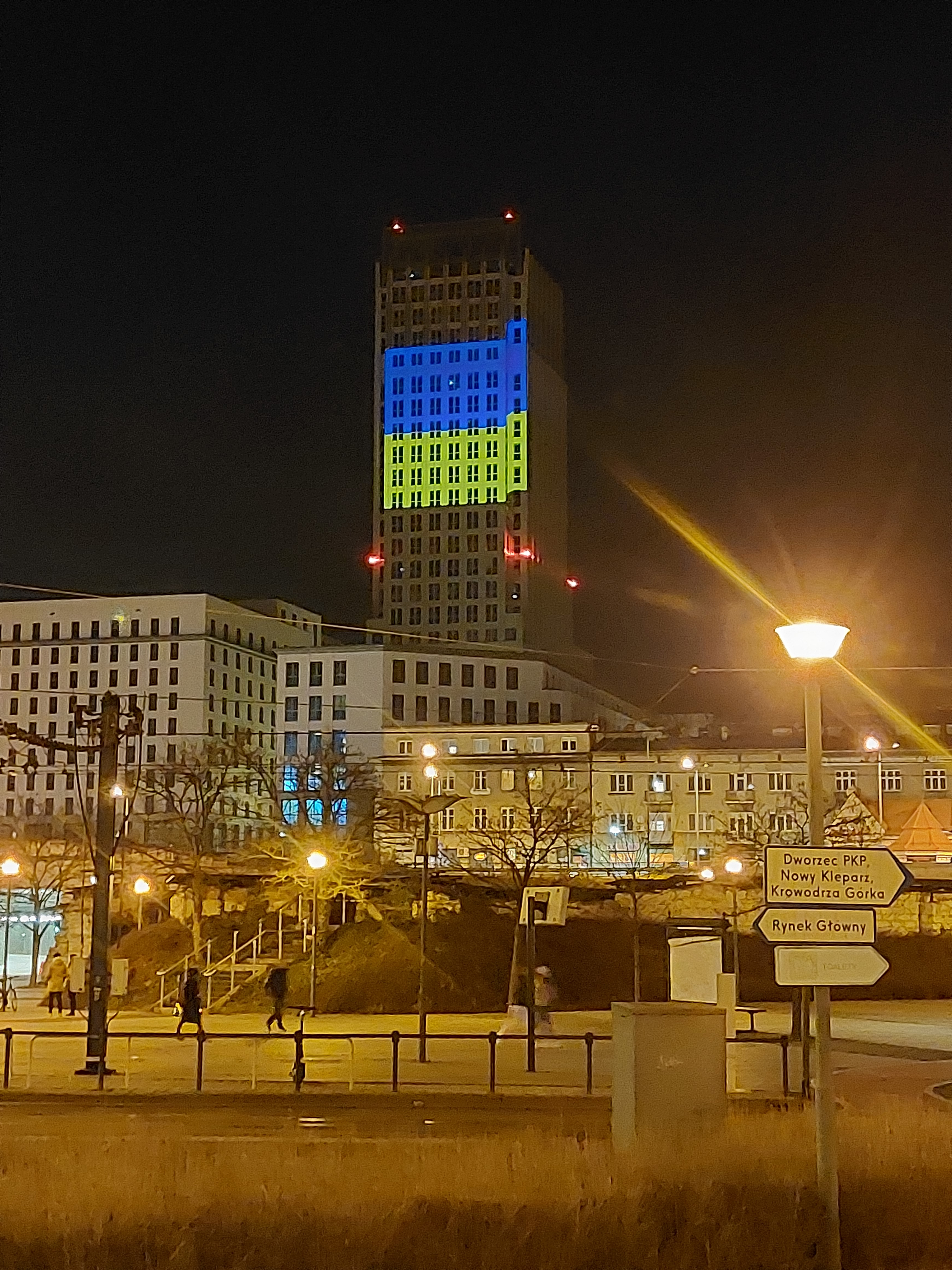
Szkieletor con la bandera de Ucrania en el frente del edifico, a modo de protesta en contra de la invasión rusa a Ucrania.

## Galería

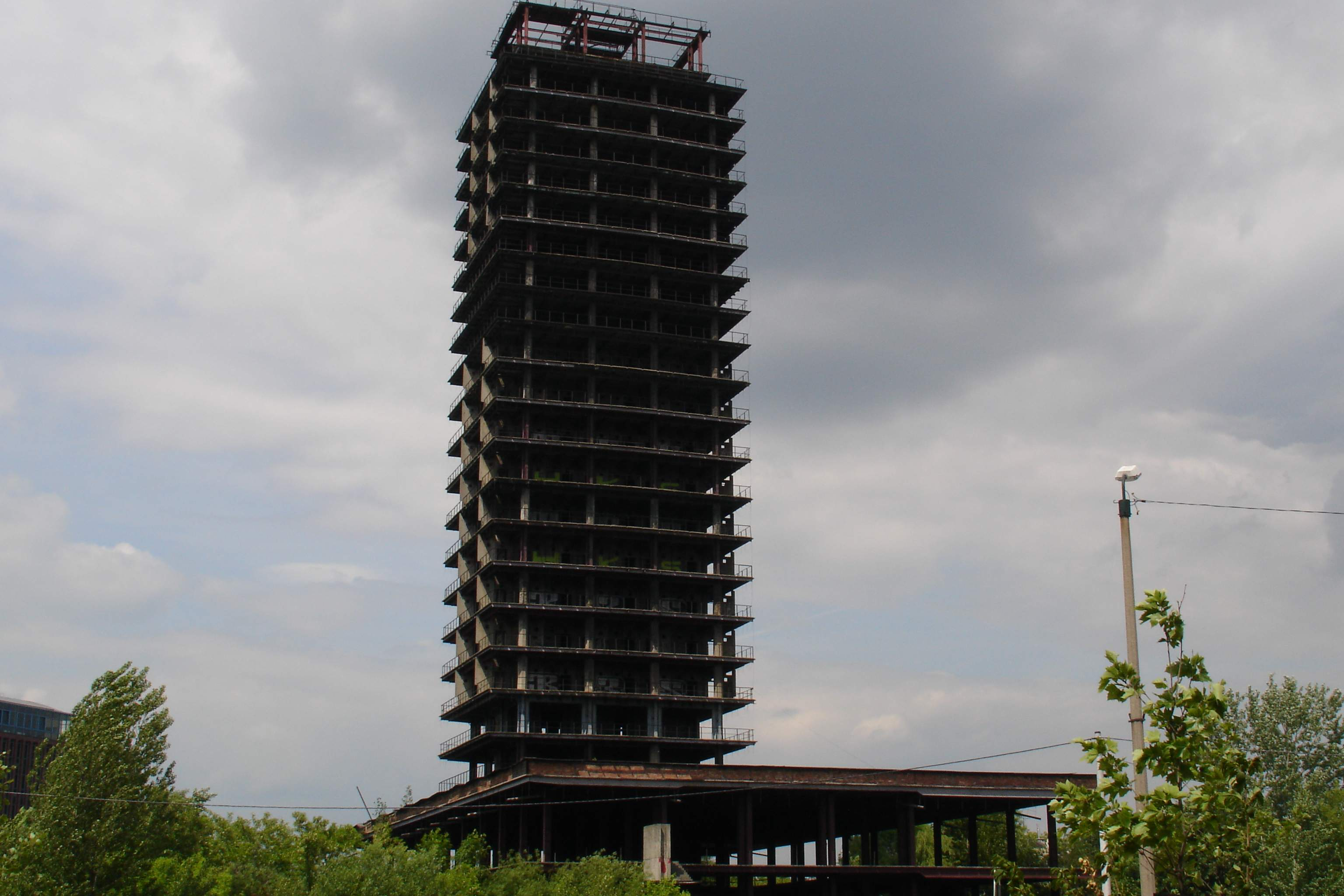
Szkieletor en 2005 antes de iniciar su reconstrucción.
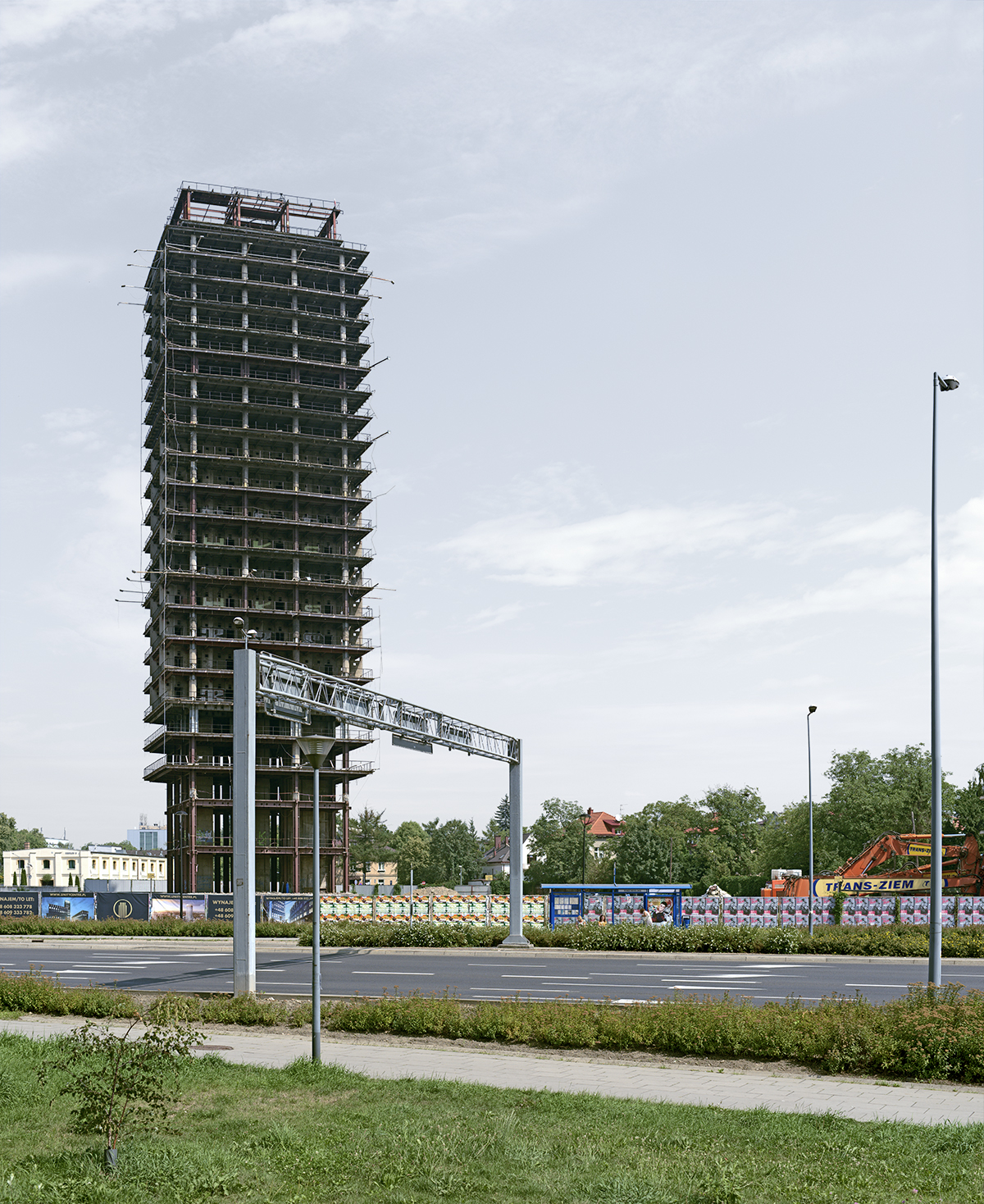
Szkieletor visto desde la calle en la que se encuentra.
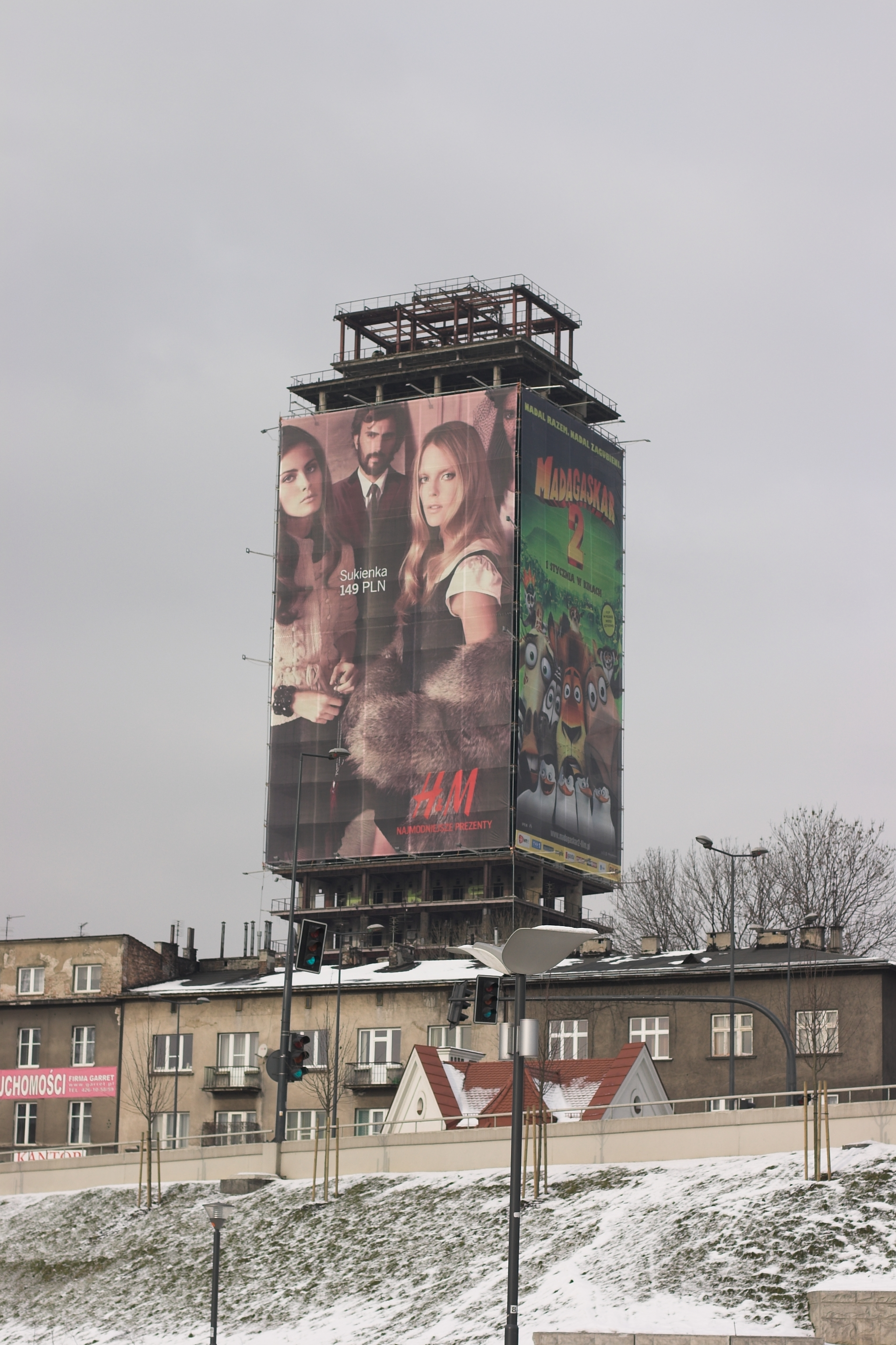
Szkieletor con anuncios de películas en sus costados.
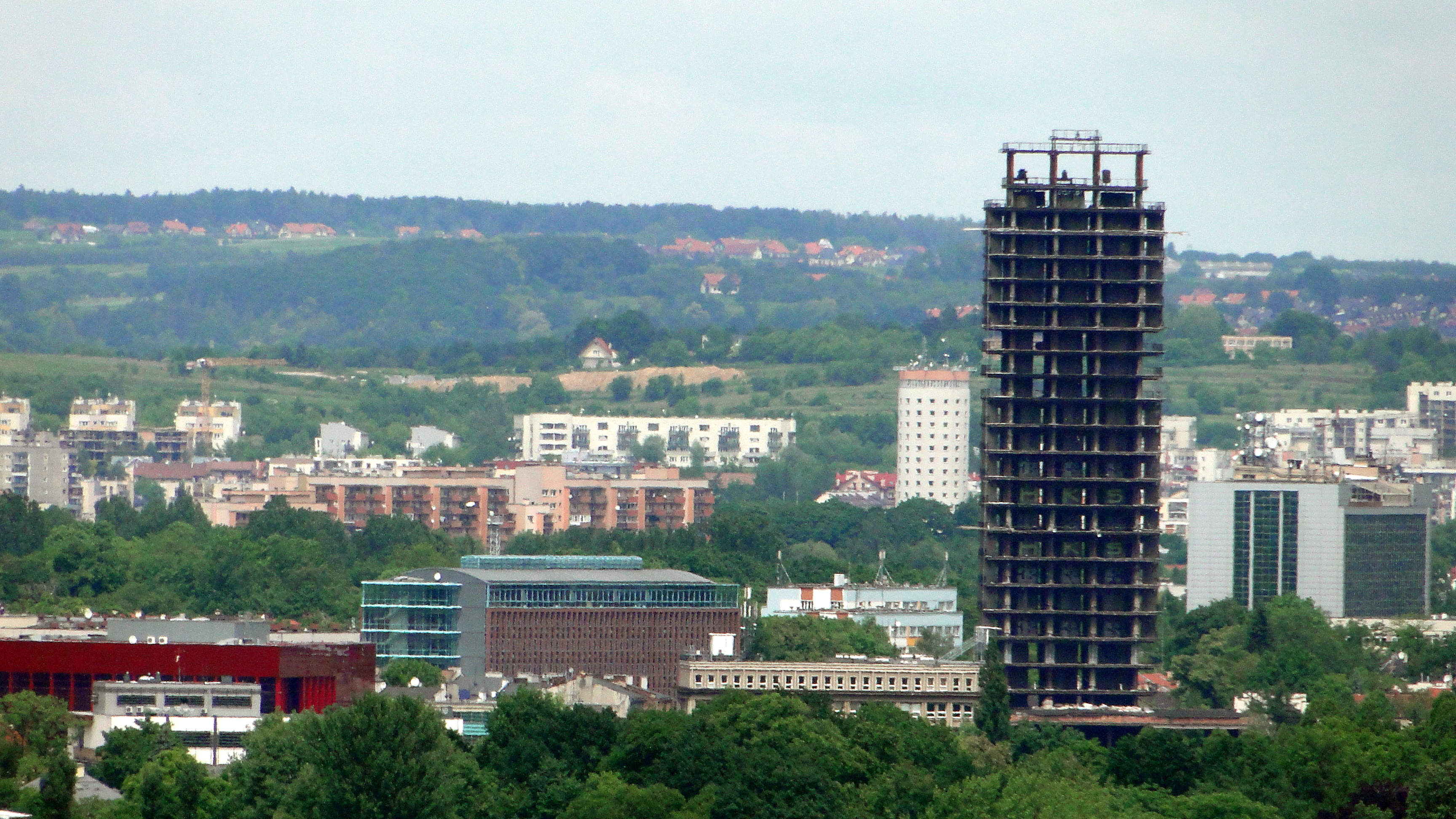
Szkieletor con la ciudad de Cracovia en el fondo.
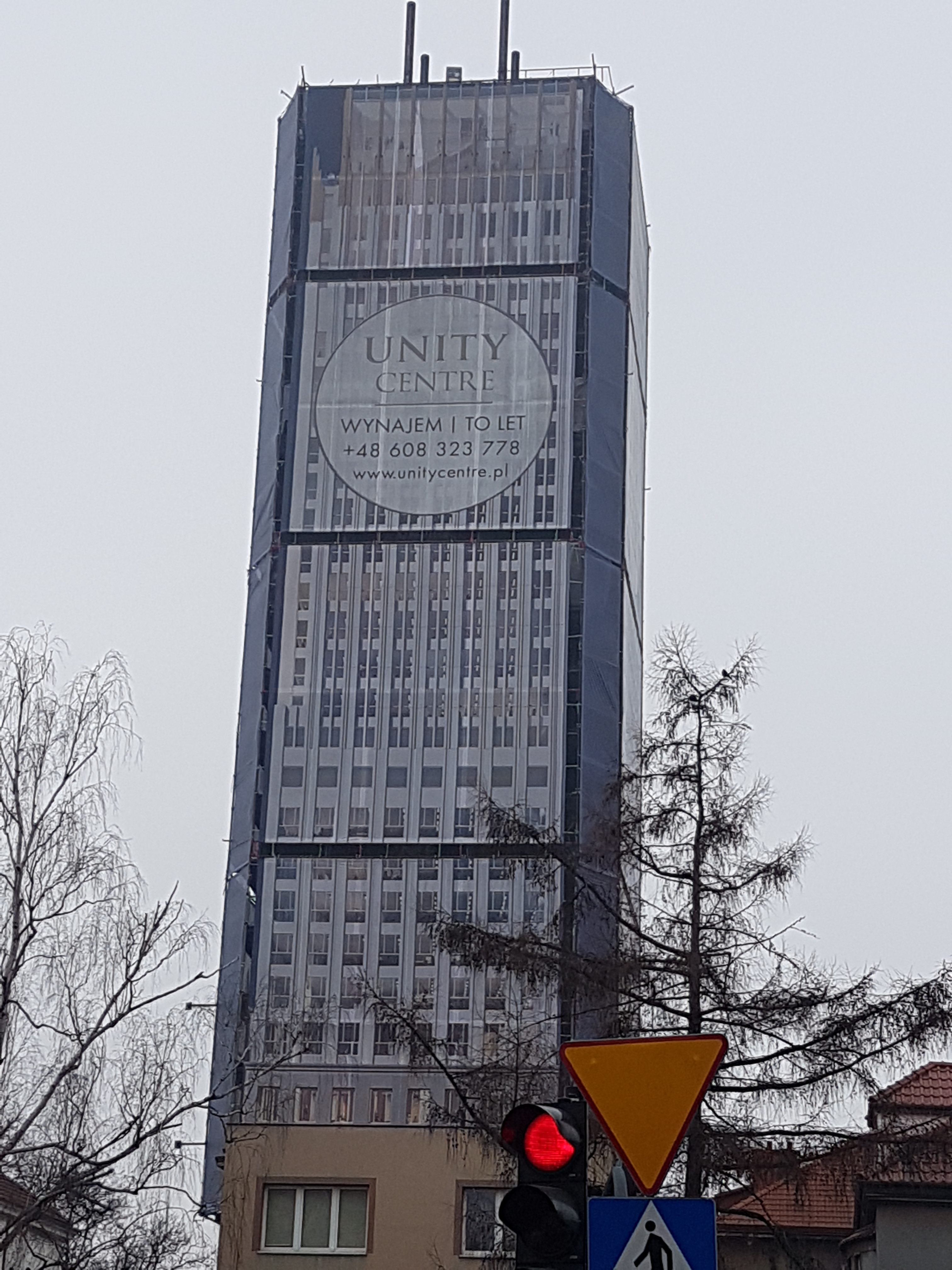
Szkieletor durante su reconstrucción, 2017.
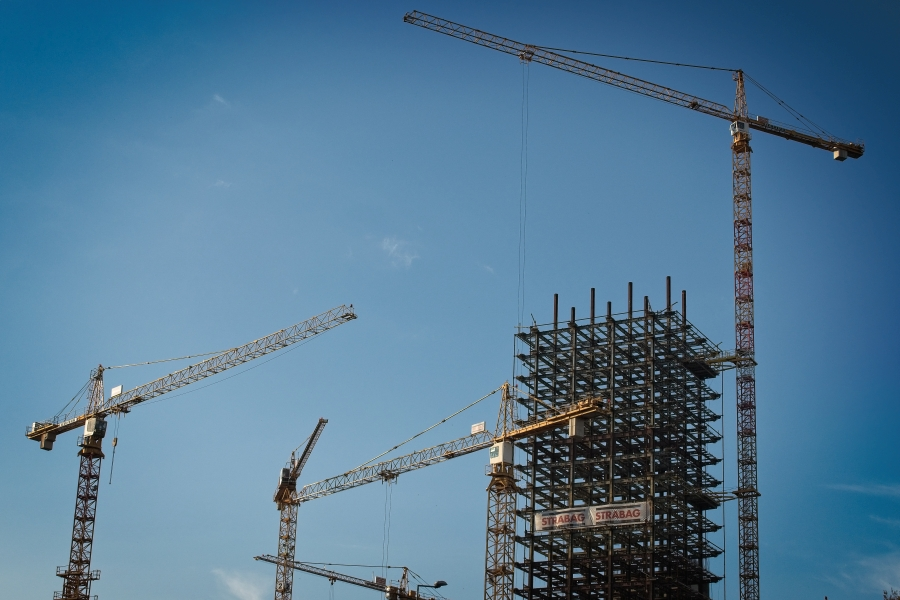
Un conjunto de grúas trabajando en la reconstrucción del Szkieletor, 2018.
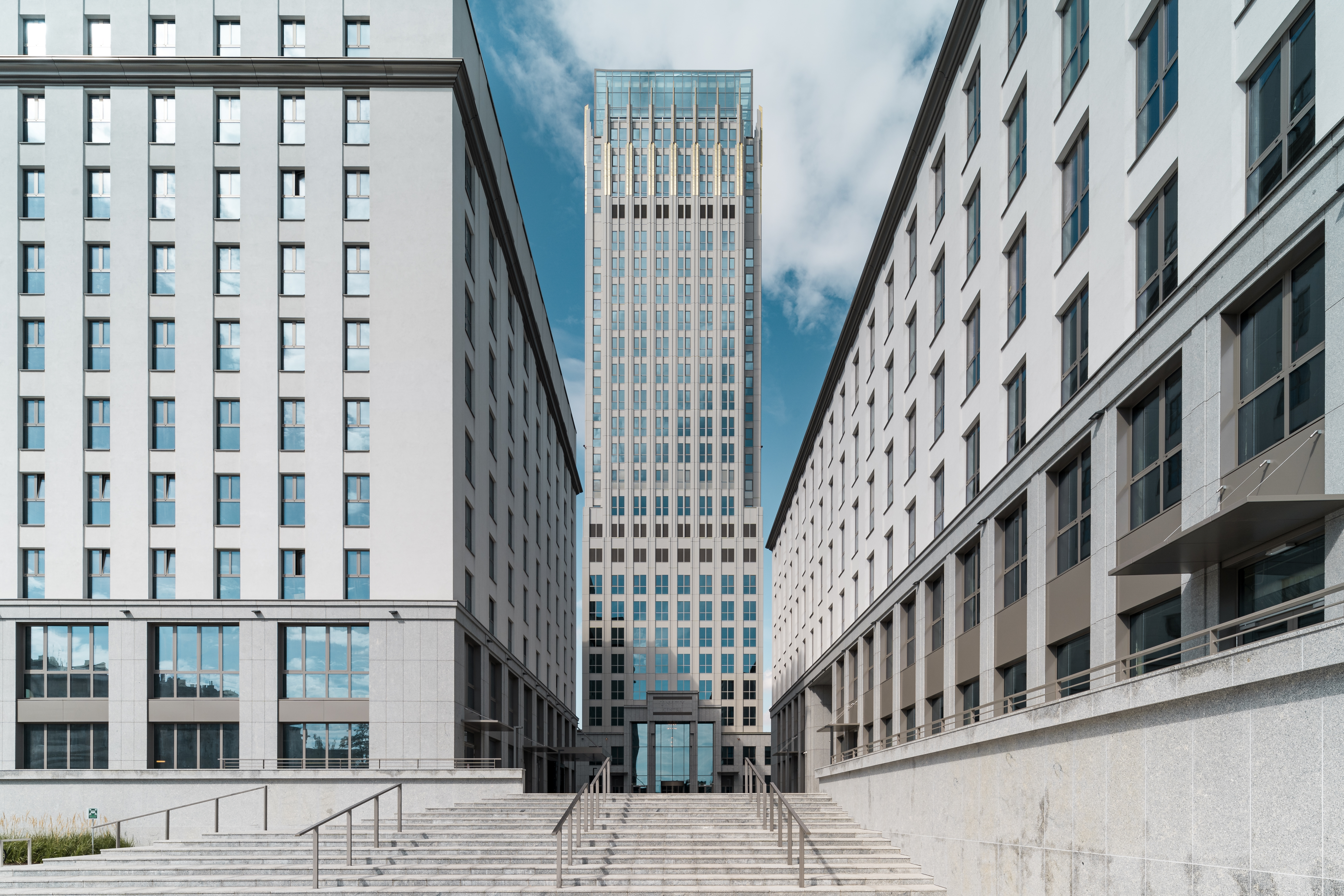
Vista de la entrada principal del edificio.